# NGC 7412
NGC 7412 é uma galáxia espiral barrada (SBb) localizada na direcção da constelação de Grus. Possui uma declinação de -42° 38' 29" e uma ascensão recta de 22 horas, 55 minutos e 46,1 segundos.
A galáxia NGC 7412 foi descoberta em 2 de Setembro de 1836 por John Herschel.